# Goven
Goven é uma comuna francesa na região administrativa da Bretanha, no departamento Ille-et-Vilaine. Estende-se por uma área de 39,97 km². Em 2010 a comuna tinha 4 414 habitantes (densidade: 110,4 hab./km²).